# Tephronia sepiaria
Tephronia sepiaria là một loài bướm đêm trong họ Geometridae.